# Fonseca (cantante)
Juan Fernando Fonseca, noto solo come Fonseca (Bogotà, 29 maggio 1979), è un cantautore colombiano.

## Carriera
Ha pubblicato il primo album, l'eponimo Fonseca nel 2002. Il successivo Corazón (2005) include ha hit Hace tiempo. Dopo aver pubblicato Gratitud (2008), è passato dalla EMI alla Sony, con cui ha realizzato il quarto album Ilusión, che comprende il singolo Eres mi sueño.
Tra gli altri premi vinti, ha ottenuto quattro Latin Grammy Awards e un Billboard Latin Music Awards.

## Discografia

### Album studio
- 2002 - Fonseca
- 2006 - Corazón
- 2008 - Gratitud
- 2011 - Ilusión

### Album live
- 2010 - Live Bogotá
- 2014 - Sinfónico

### Raccolte
- 2013 - Grandes Éxitos